# L'Été dernier
L'Été dernier (titulada El último verano en España, Lazos prohibidos en Colombia y Culpa y deseo en el resto de Hispanoamérica) es una película dramática francesa de 2023 dirigida por Catherine Breillat. El drama romántico trata sobre una abogada exitosa que tiene una aventura con su hijastro menor de edad. Los papeles principales fueron interpretados por Léa Drucker y Samuel Kircher. Se trata de un remake del largometraje escandinavo Reina de corazones (2019).
La película fue seleccionada para competir en la sección oficial (por la Palma de Oro) en la 76° edición del Festival de Cannes.

## Sinopsis
Anne trabaja como abogada de renombre. Cuando conoce al hijastro de 17 años de su pareja, comienza una aventura con él. Al hacerlo, amenaza con poner en peligro su carrera y también perder a su familia. En el transcurso de la relación, resulta ser destructiva y el joven amante extremadamente sensible.

## Desarrollo
El último verano es el 15° largometraje de la directora francesa Catherine Breillat y primer trabajo desde su drama Abuse (2013). Al escribir el guion, se inspiró en la producción danesa-sueca ganadora de múltiples premios Reina de corazones (2019) de May el-Toukhy. En una entrevista realizada a principios de febrero de 2023, Drucker afirmó que El verano pasado es una de "las películas más inquietantes" que ha realizado. La película hace sus preguntas: "¿Es amor? ¿Dónde termina el amor? ¿Dónde comienza la transgresión?” – sin ser “moralista”. Drucker recordó la obra de teatro Blackbird de David Harrower, en la que ella había actuado. Esta obra trata sobre una joven que se venga de un hombre mayor del que se enamoró cuando tenía 12 años. Olivier Rabourdin y Clotilde Courau han sido contratados para funciones adicionales.

## Premios
* Fuente: Página de la película en IMDb. 
| Año  | Premio o festival          | Categoría                          | Nominado           | Resultado |
| ---- | -------------------------- | ---------------------------------- | ------------------ | --------- |
| 2023 | Festival de Cannes         | Palma de Oro a la mejor película   | Catherine Breillat | Nominada  |
| 2023 | Festival de Cine de Guijón | Albar - Premio especial del jurado | Catherine Breillat | Ganadora  |
| 2023 | Festival de Cine de Guijón | Albar - Mejor película             | Catherine Breillat | Nominada  |
| 2024 | Premios César              | Mejor dirección                    | Catherine Breillat | Nominada  |
| 2024 | Premios César              | Mejor actriz                       | Léa Drucker        | Nominada  |
| 2024 | Premios César              | Mejor revelación masculina         | Samuel Kircher     | Nominado  |
| 2024 | Premios César              | Mejor adaptación                   | Catherine Breillat | Nominada  |
| 2024 | Premios Lumières           | Mejor película                     | Catherine Breillat | Nominada  |
| 2024 | Premios Lumières           | Mejor dirección                    | Catherine Breillat | Nominada  |
| 2024 | Premios Lumières           | Mejor actriz                       | Léa Drucker        | Nominada  |
| 2024 | Premios Lumières           | Mejor revelación masculina         | Samuel Kircher     | Nominada  |